# Giuseppe Di Capua
Giuseppe Di Capua (* 15. März 1958 in Salerno) ist ein ehemaliger italienischer Steuermann im Rudern. Er gewann zwei olympische Goldmedaillen und war siebenfacher Weltmeister.

## Karriere
Giuseppe Di Capua ist zwar in Salerno geboren, wuchs aber in Castellammare di Stabia auf. Er steuerte über ein Jahrzehnt lang den Zweier mit Steuermann der Brüder Carmine Abbagnale und Giuseppe Abbagnale. Bei den Olympischen Spielen 1992 und bei der Weltmeisterschaft 1993 verloren die drei gegen das britische Brüderpaar Jonathan Searle und Greg Searle mit ihrem Steuermann Garry Herbert.

## Erfolge
Alle Medaillen wurden von Carmine und Giuseppe Abbagnale sowie Giuseppe Di Capua gemeinsam gewonnen. 

### Olympische Spiele
- 1984 Gold
- 1988 Gold
- 1992 Silber

### Weltmeisterschaften
- 1981 Gold
- 1982 Gold
- 1983 Bronze
- 1985 Gold
- 1986 Silber
- 1987 Gold
- 1989 Gold
- 1990 Gold
- 1991 Gold
- 1993 Silber
- 1994 Silber

## Auszeichnungen
- 1981, 1984, 1988, 1991: Weltmannschaft des Jahres bei der Wahl der Gazzetta dello Sport (gemeinsam mit Carmine Abbagnale und Giuseppe Abbagnale)